# Resolució 1807 del Consell de Seguretat de les Nacions Unides
La Resolució 1807 del Consell de Seguretat de les Nacions Unides fou adoptada per unanimitat el 31 de març de 2008. El Consell condemnava el flux il·lícit d'armes continuat dins i dins de la República Democràtica del Congo i va decidir estendre i ajustar el règim de sancions d'armes i sancions relacionades amb el país fins al 31 de desembre de 2008.

## Detalls
El règim consistia en un embargament d'armes contra grups armats del país que no formen part de l'exèrcit integrat o unitats policials del Govern, així com la prohibició de viatjar i la congelació dels béns per als qui violen l'embargament, tal com es determinava en les resolucions 1493 (2003), 1596 (2005), 1698 (2006) i 1771 (2007).
En virtut del capítol VII de la Carta de les Nacions Unides, el Consell també va prorrogar el mandat del Grup d'Experts establert en virtut de la resolució 1771 (2007) relativa al control de la implementació de les sancions, preocupat per la presència de grups armats i milícies a la part oriental de la República Democràtica del Congo, especialment a les províncies de Kivu Nord i Sud i el districte d'Ituri.
Finalitzant una mesura per la qual els enviaments autoritzats d'armes i material relacionat només s'han de fer als llocs designats pel Govern, el Consell va decidir que tots els Estats notifiquessin anticipadament al Comitè establert de conformitat amb resolució 1533 (2004) (el comitè de sancions) de qualsevol enviament d'armes i material relacionat o prestació d'assistència per a la República Democràtica del Congo, destacant la importància de proporcionar tota la informació rellevant, com l'usuari final, la data proposada lliurament i itinerari d'enviaments.
Altres mesures de la resolució incloïen un requisit per al govern de la República Democràtica del Congo i els Estats limítrofes amb Ituri i els Kivus per adoptar les mesures necessàries per enfortir els controls duaners a les fronteres entre Ituri o Kivus i els Estats veïns com a restriccions de viatge i congelació d'actius de persones o entitats designades pel Comitè.
El Consell revisarà les mesures establertes a la resolució quan sigui apropiat, però a tot tardar el 31 de desembre, d'acord amb la consolidació de la situació de seguretat, en particular els avenços en la reforma del sector de la seguretat i en el desarmament, la desmobilització, la repatriació, el reassentament i la reintegració processos de grups armats congolesos i estrangers.